# Basilique Saint-François de Ravenne
Pour les articles homonymes, voir Basilique Saint-François.
La basilique Saint-François de Ravenne (en italien Basilica di San Francesco) est une basilique italienne située au centre historique de la ville, en Émilie-Romagne. C'est le lieu primitif d'un monument paléochrétien puis d'une église reconstruite au IXe siècle.

## Histoire
L'actuelle basilique Saint-François est bâtie sur les restes d'une église plus ancienne construite vers l'an 450 par Neone, évêque de Ravenne. L'église est dédiée aux apôtres Pierre et Paul, et appelée aussi Chiesa degli Apostoli (église des apôtres).
Entre la seconde moitié du IXe  et le XIe siècle, l'édifice du Ve siècle est démoli et remplacé par une église plus grande flanquée d'un campanile. En 1261, la nouvelle église appelée San Pietro Maggiore, passe à l'ordre franciscain et dédiée à saint François d'Assise.
En 1321, les funérailles de Dante Alighieri y sont célébrées.
Entre les XVIIe et XVIIIe siècles l'église est restaurée à diverses reprises et enrichie de décorations et autels d'architecture baroque. La restauration la plus importante est celle de 1793 entreprise par l'architecte Pietro Zumaglini.
En 1810, le couvent franciscain contigu à l'église est exproprié par les autorités napoléoniennes, obligeant les moines à partir, néanmoins l'église reste ouverte au culte sous l'autorité du clergé séculaire. 
Au cours du XIXe siècle l'archidiocèse de Ravenne choisit la basilique comme siège paroissial sous le titre Parrocchia di San Pietro Maggiore in San Francesco.
Entre 1918 et 1921, pour le VIe centenaire de la mort de Dante, l'église est radicalement restaurée, éliminant tous les ajouts baroques et lui rendant un aspect plus proche de l'original. 
La crypte a été restaurée en 1926 et en 1970.
En 1949, les frères mineurs conventuels sont retournés sur les lieux renonçant à l'ancien couvent, devenu propriété de la Cassa di Risparmio di Ravenna et s'établissant dans un édifice situé dans la partie opposée de la basilique.

## Description

### Extérieur
La façade de l'église est à pignons, avec parement de brique. 
Au centre s'ouvre un portail constitué d'un arc à plein cintre. 
De chaque côté, en correspondance des nefs latérales se trouvent deux sarcophages antiques en marbre. 
Au centre de la façade dans l'axe du portail, se trouve deux fenêtres à haut cintré séparées par un meneau de marbre.
Sur la droite de la façade se trouve le campanile du IXe siècle, fortement modifié 1921. À cette occasion, les trois ordres des galeries sont réorganisés : l'ordre inférieur à deux baies séparées par une colonne de marbre, trois à deux colonnes dans l'ordre médian et quatre à trois colonnes dans l'ordre supérieur. 
Les versants de la toiture débordante du campanile sont couverts de tuiles et la croix de fer à son sommet culmine à 32,60 m.
Le jardin attenant à gauche contient quelques vestiges romains et un tumulus ayant servi à protéger des pillages les ossements du poète pendant la Seconde Guerre mondiale ; une stèle en rappelle l'historique.
Dans le coin gauche du parvis de la basilique, dans l'angle du cloître au-delà du jardin (dit « zone dantesque »), se tient, depuis 1780, le tombeau de Dante.

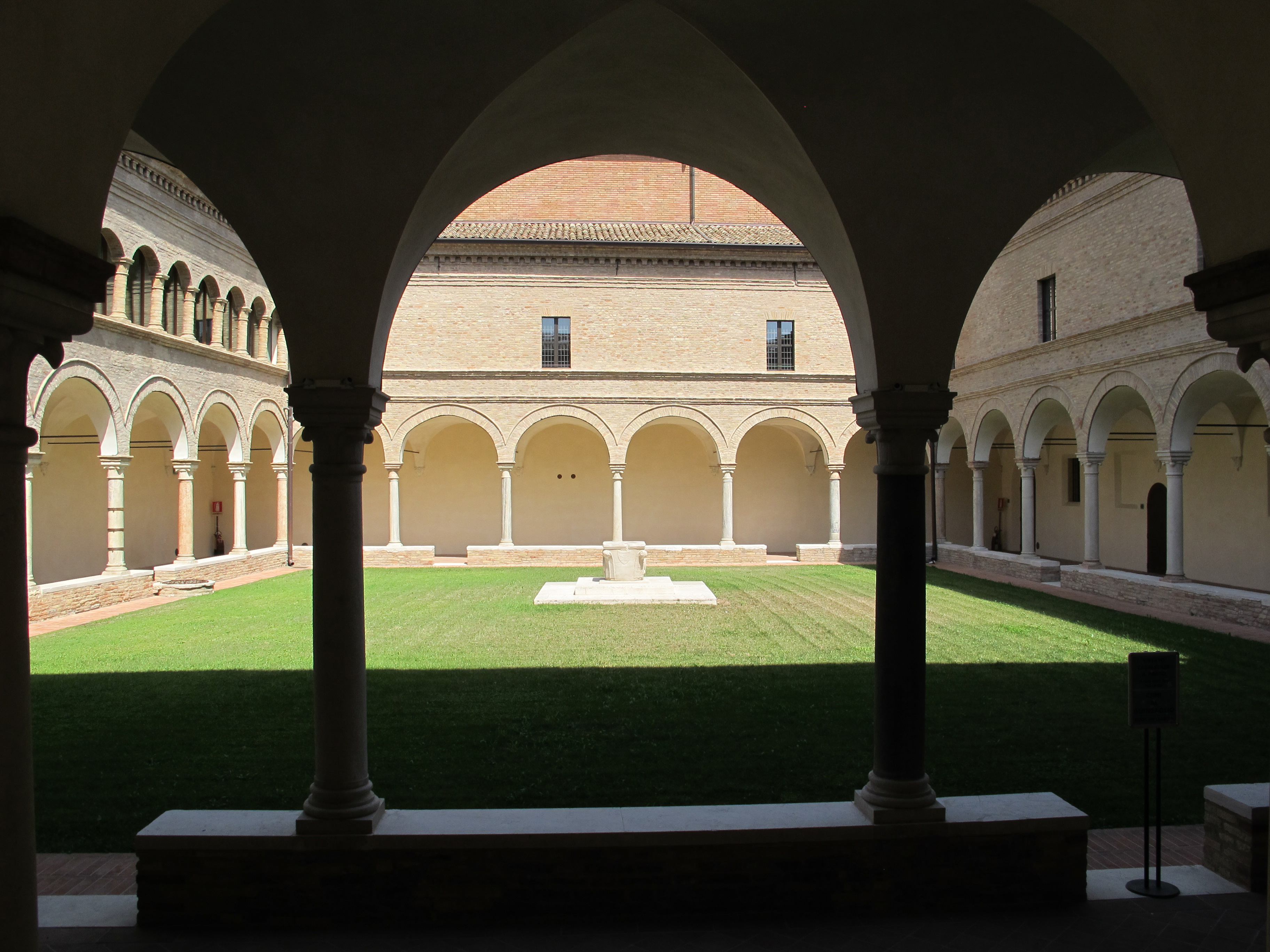
Le cloître attenant.
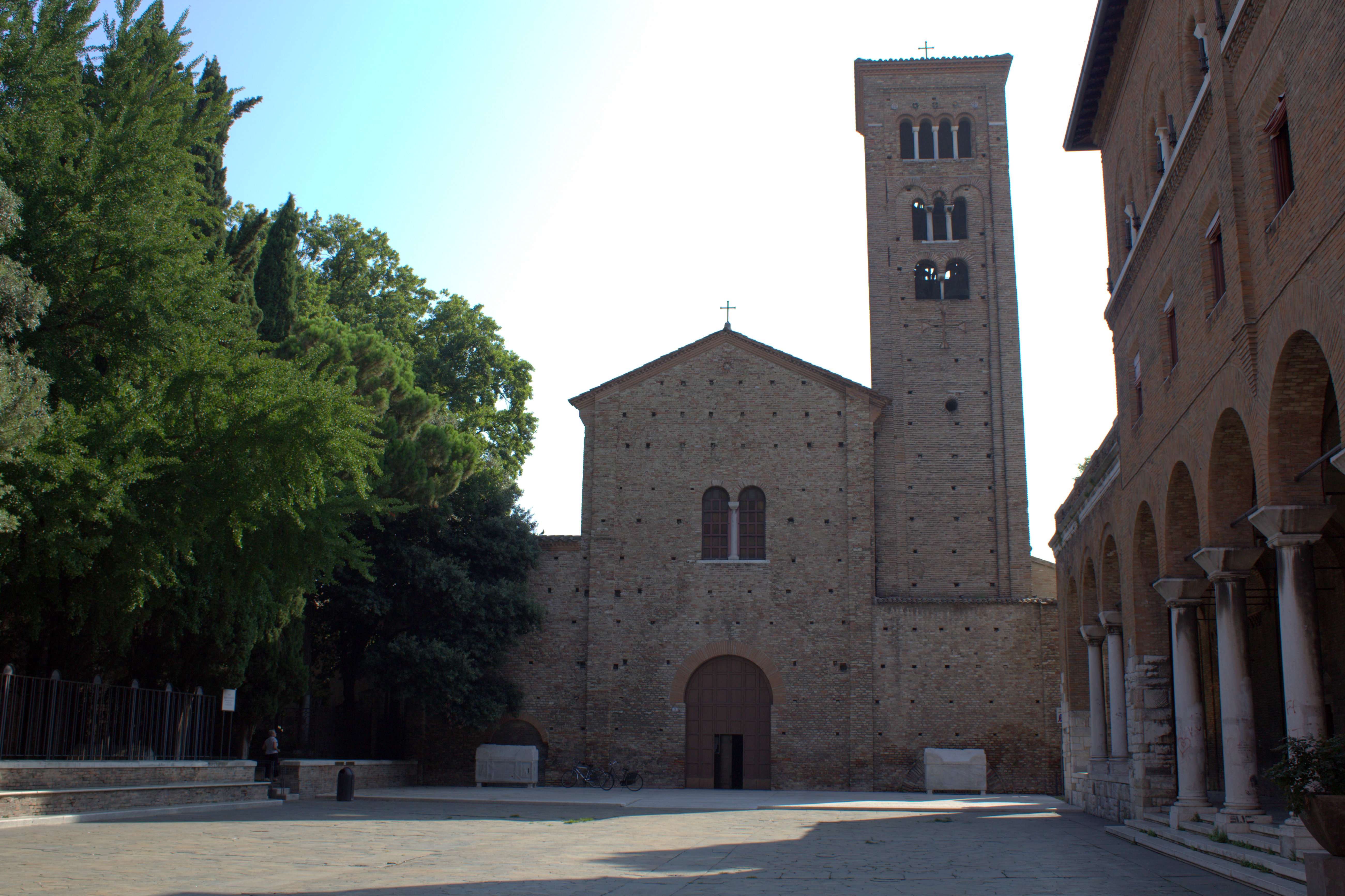
Le parvis.
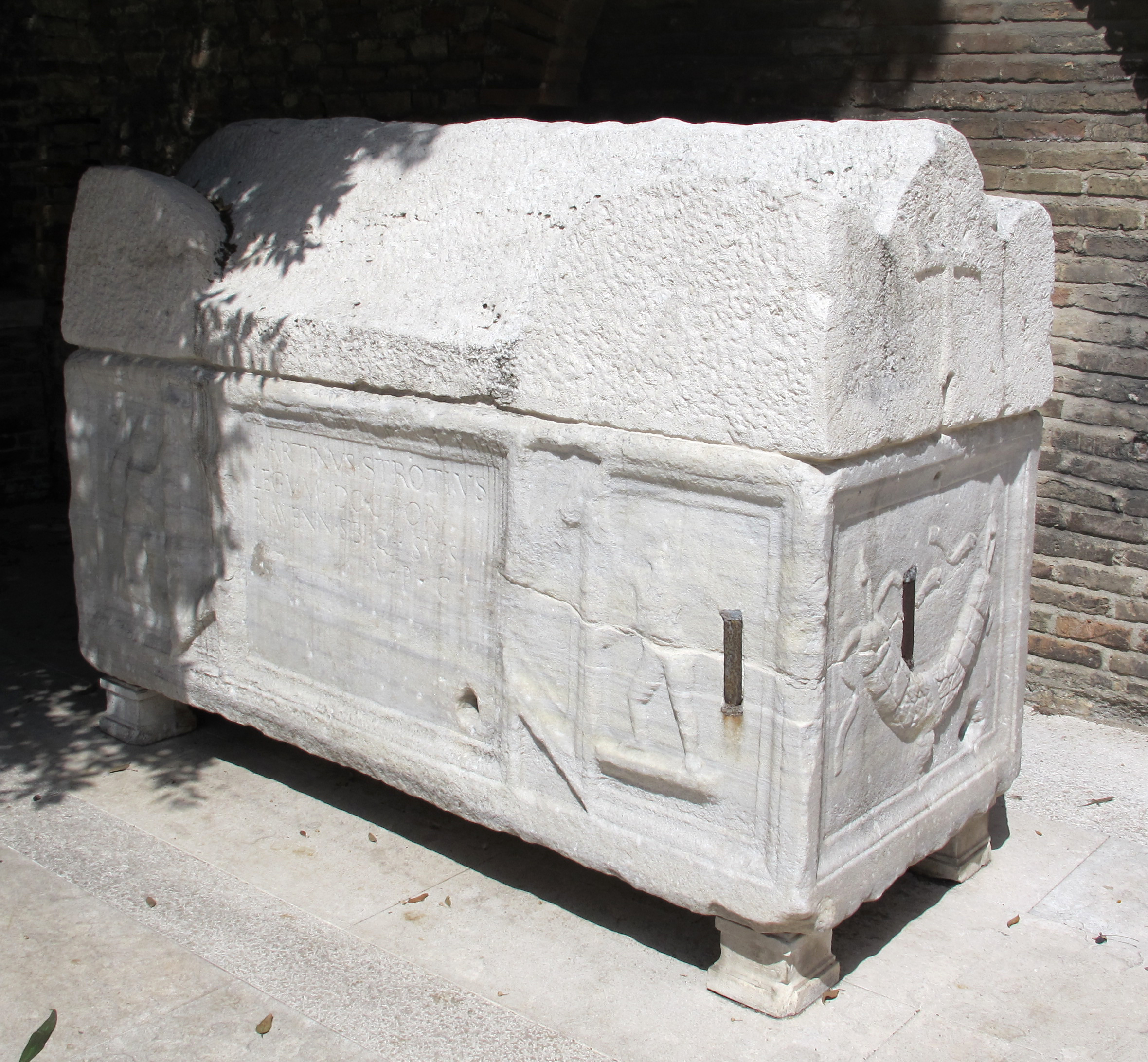
Sarcophage dans la zone dantesque.

### Intérieur
L'intérieur de la basilique mesure 46,5 m de long et comporte trois nefs de deux séries d'arcs à plein cintre soutenus de chaque côté par douze colonnes nues. Le pavement actuel est rehaussé de 3,5 m.
Sur les deux côtés de la base du campanile qui donnent sur l'intérieur de l'église se trouvent diverses pièces archéologiques, parmi lesquels deux fragments de sarcophage ou d'un autel « à caisson » ; à côté se trouvent un fragment de la fresque d'une Crucifixion de Pietro da Rimini ainsi que ceux d'une mosaïque du VIIIe siècle provenant probablement de la basilique Sant'Agata Maggiore.
Le long de la nef de droite se trouvent trois chapelles latérales : la première construite en 1525, présente une entrée de style Renaissance soutenue par deux colonnes dont les chapiteaux sont finement sculptés et elle conserve sur sa paroi de droite les restes d'une fresque du XIVe siècle ; la troisième chapelle, qui date de 1532, a été plusieurs fois remaniée ; elle comporte une coupole décorée à fresque par Andrea Barbiani et sur l'autel se trouve le retable de la Madonna col Bambino fra i santi Sebastiano, Rocco, Francesca e Camilla Dal Corno, œuvre de Gaspare Sacchi.
Sur le côté opposé, la chapelle San Liberio conservait le gisant du jeune condottière Guidarello Guidarelli, œuvre de Tullio Lombardo, désormais conservée à L’Accademia di Belle Arti di Ravenna :
« Giace la statua del defunto, chiusa nell'involucro rigido dell'armatura, le mani congiunte sulla spada, volta di tre quarti allo spettatore la testa, come tronco d'albero abbattuto. »
— A. Venturi, Storia dell'arte italiana

« Là se trouve la statue du mort, pris dans son armure rigide, les mains jointes sur son épée, la tête tournée aux trois-quarts vers le spectateur, comme un tronc d'arbre tombé. »

Au fond de la nef centrale se trouve l'abside en demi- cercle, dont le chevet est heptagonal. Elle est complètement occupée par le presbytère, dont le pavement est plus haut par rapport à celui des nefs. 
À son centre se trouve le maître-autel constitué par le sarcophage de Liberio III, datant du début du Ve siècle, qui comporte sur ses flancs cinq figures entre arcs soutenus par des colonnes torsadées. 
Derrière l'autel le long de la paroi de l'abside, se trouve le chœur en bois sculpté.

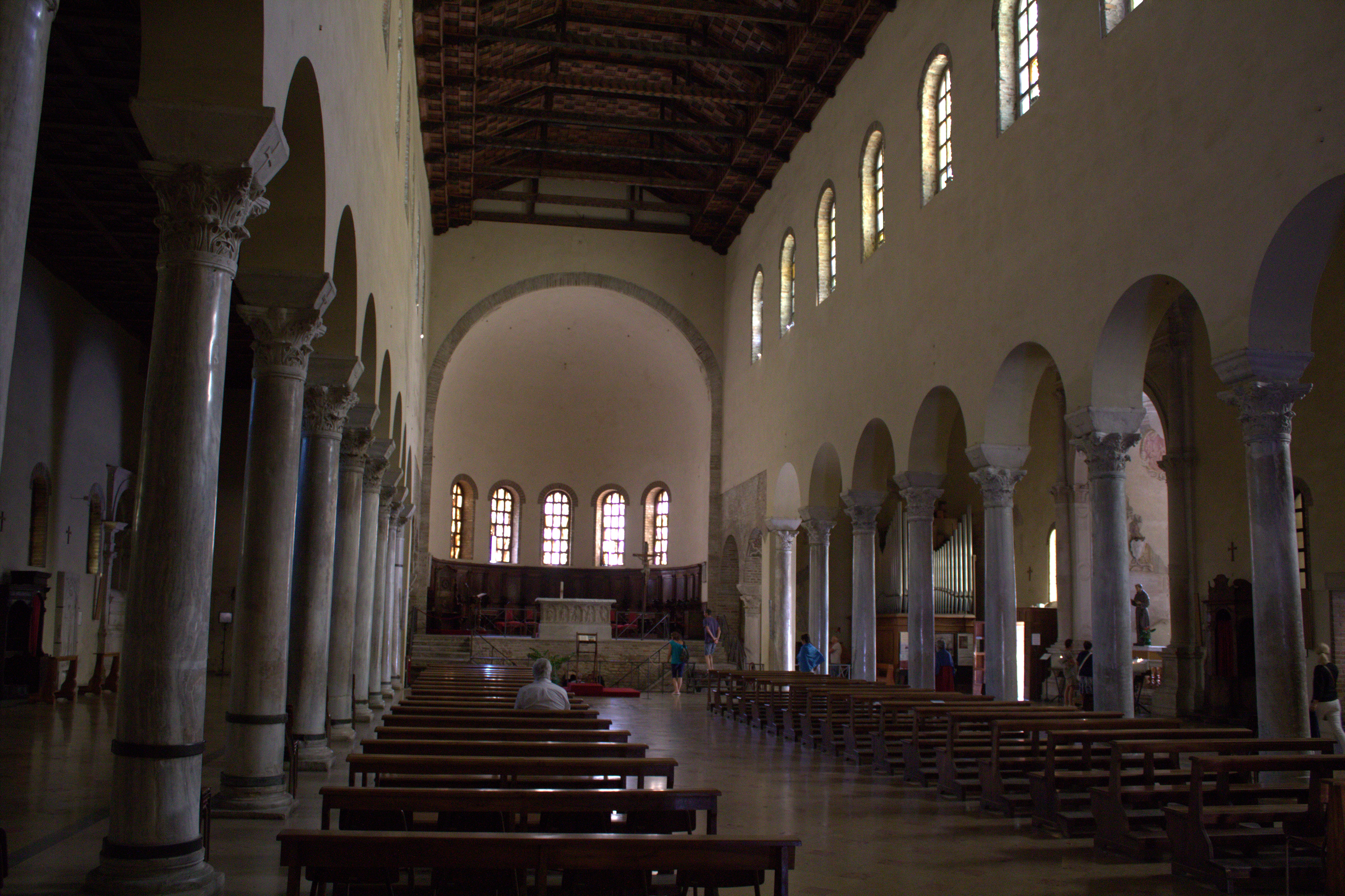
La nef.
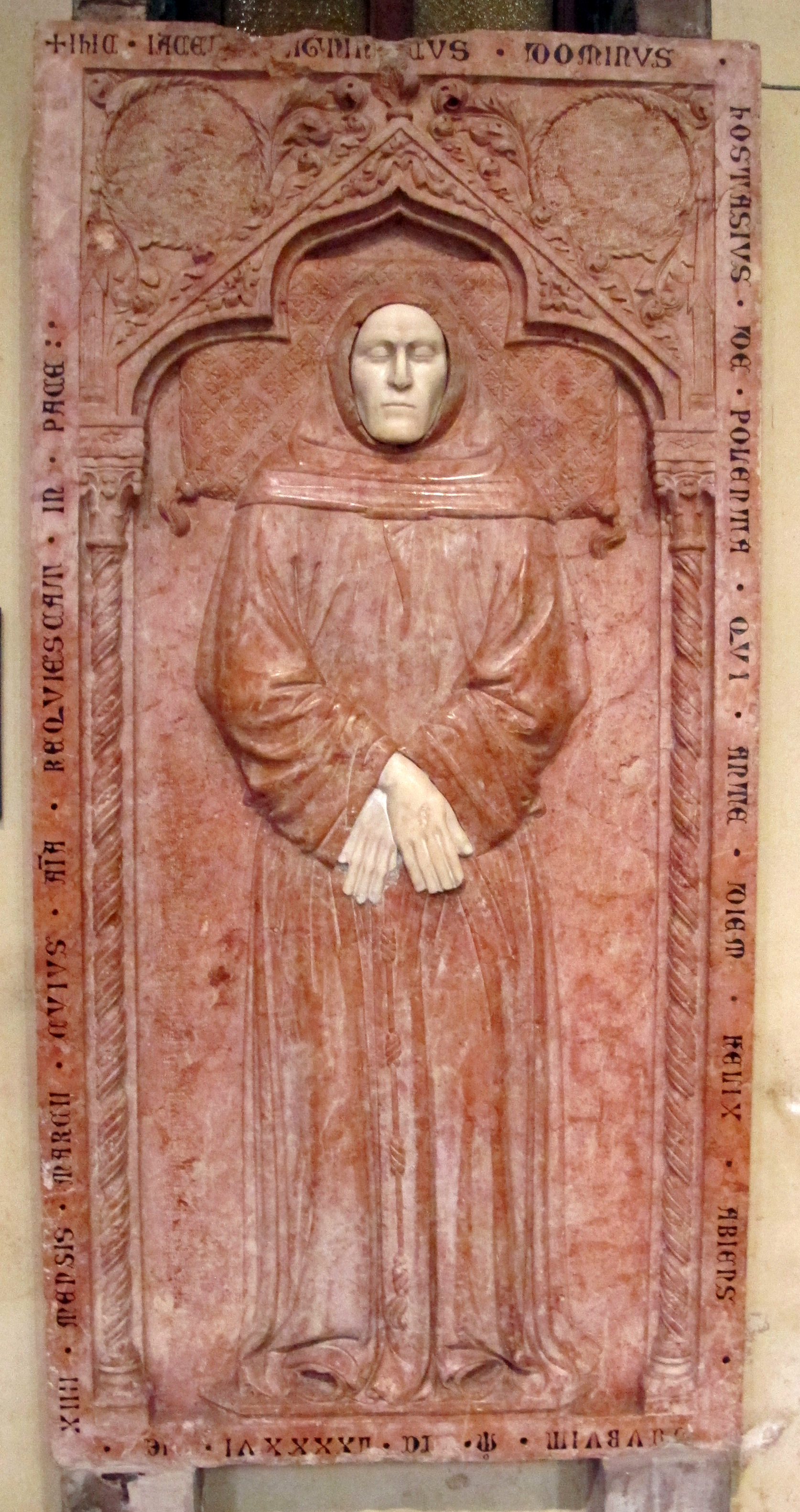
Gisant d'Ostasio II da Polenta.
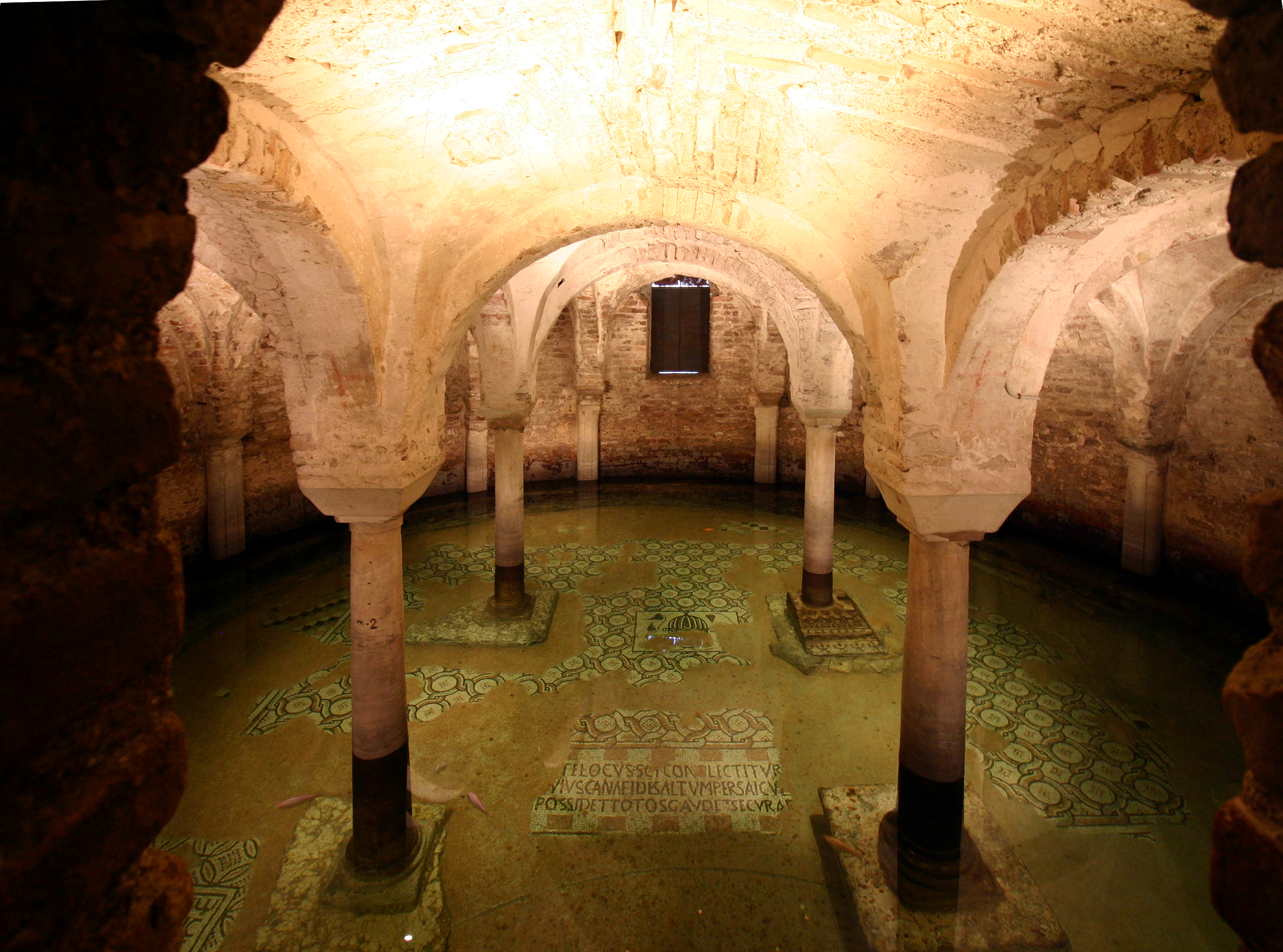
La crypte inondée.
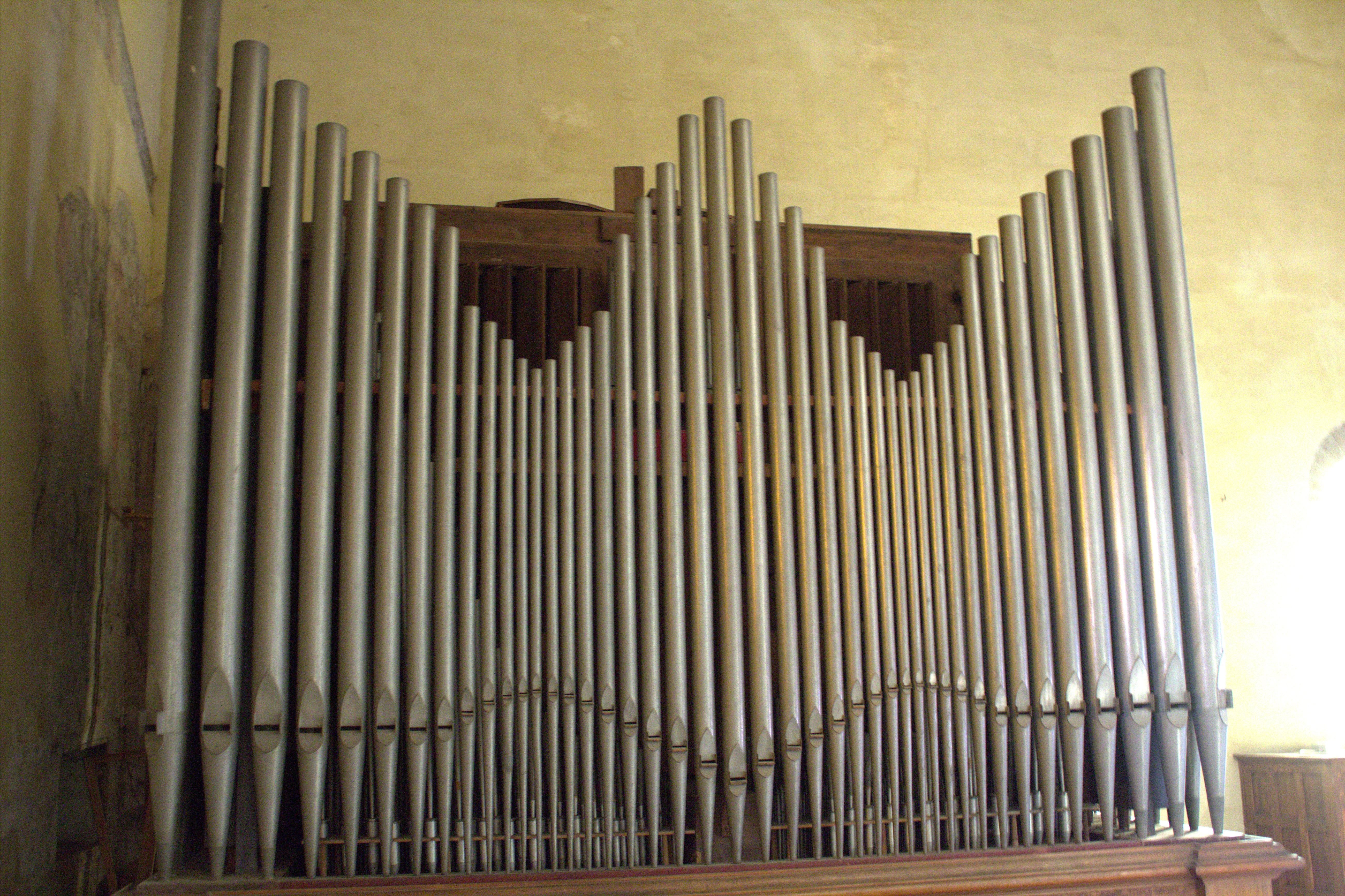
les orgues.

### Crypte
Une double volée d'escaliers mène à la crypte (Xe siècle) située sous le presbytère. 
Son entrée est constitué par une fenêtre à arc qui se trouve sous le « sarcophage de Neone ». 
La crypte comporte trois nefs et est couverte par une voûte d'arête soutenue par quatre petites colonnes à chapiteaux géométriques. 
Le pavement conserve d'anciens mosaïques qui ont été restaurés en 1977 ; une inscription rappelle sa destination originale en tant que salle de sépulcre de l'évêque Neone.
La crypte, qui est située en dessous du niveau de la mer, est envahie par l'eau de la nappe phréatique, lui donnant l'aspect d'un bassin ; dedans évoluent des poissons rouges.

### Orgue
L'orgue se trouve dans la dernière travée de la nef latérale de droite. Elle a été construite en 1921 par la société milanaise Balbiani-Vegezzi Bossi qui l'a restauré en 1982.

## Source de traduction
- (it) Cet article est partiellement ou en totalité issu de l’article de Wikipédia en italien intitulé « Basilica di San Francesco (Ravenna) » (voir la liste des auteurs).